# HD 1032
HD 1032 eller HR 47 är en ensam stjärna belägen i den södra delen av stjärnbilden Oktanten. Den har en skenbar magnitud av ca 5,77 och är svagt synlig för blotta ögat där ljusföroreningar ej förekommer. Baserat på parallax enligt Gaia Data Release 3 på ca 3,85 mas, beräknas den befinna sig på ett avstånd på ca 850 ljusår (260 parsek) från solen. Den rör sig bort från solen med en heliocentrisk radialhastighet på ca 4 km/s.

## Egenskaper
HD 1032 är en röd jättestjärna av spektralklass M0/1 III som befinner sig på den asymptotiska jättegrenen. Den har en massa som är ca 1,1 solmassa, en radie som är ca 96 solradier och utsänder energi från dess fotosfär motsvarande ca 1 461 gånger solen vid en effektiv temperatur av ca 3 800 K. Den är en misstänkt variabel stjärna som fluktuerar mellan magnituden 5,82 och 5,88 i Hipparcos passband.